# Recettore delle cellule B

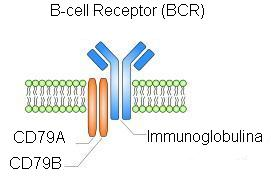
Il recettore dei linfociti-B include sia il CD79 che l'anticorpo (immunoglobulina). La membrana plasmatica della cellula B è indicata dal verde dei fosfolipidi di membrana. Il recettore della cellula B si estende sia all'esterno della cellula (sopra la membrana plasmatica) che all'interno della stessa (sotto la membrana).

Il recettore delle cellule B o BCR (B-Cell Receptor) è una proteina recettoriale transmembrana situata sulla superficie esterna delle cellule B. La frazione legante del recettore è composta da un anticorpo ancorato alla membrana che, come tutti gli anticorpi, ha un sito legante l'antigene unico e determinato casualmente. Quando una cellula B viene attivata dal suo primo incontro con un antigene che si lega al suo recettore (il suo "antigene affine"), la cellula prolifera e si differenzia per generare una popolazione di plasmacellule B che secernono l'anticorpo e cellule B di memoria.
Il recettore delle cellule B (BCR) ha due funzioni cruciali nella interazione con l'antigene. Una funzione è di trasduzione del segnale, che comporta modifiche nella oligomerizzazione del recettore. La seconda funzione è di mediare l'internalizzazione per la successiva elaborazione dell'antigene e la presentazione dei peptidi alle cellule T helper.
Le funzioni del BCR sono necessarie per la produzione di anticorpi normali. Difetti nella trasduzione del segnale BCR possono portare ad immunodeficienza, disturbi da auto-immunità e malignità delle cellule B.

## Componenti del recettore
Il recettore delle cellule B si compone di due parti:
- La frazione che lega il ligando: una molecola immunoglobulinica legata alla membrana, di un unico isotipo (IgD, IgM, IgA o IgE). Ad eccezione della presenza di un dominio integrale di membrana, esse sono identiche alle loro forme secrete.
- La frazione di trasduzione del segnale: Un eterodimero chiamato Ig-α/Ig-β (CD79), tenuto insieme da ponti disolfuro. Ogni membro del dimero attraversa la membrana plasmatica e ha una coda citoplasmatica recante un ITAM (immunoreceptor tyrosine-based activation motif).

## Vie di segnalazione
Il B-Cell Receptor può seguire diverse vie di segnalazione. Tra quelle più note quelle che implicano i percorsi di segnalazione intracellulare del PI3K, PLCy/calcio, IκB chinasi (IKK)/NF-κB, ERK